# Список іншомовних письменників, народжених в Україні
Цей список має слугувати за одне з кількох допоміжних знарядь до висвітлення теми літературних зв'язків з Україною. До нього включено літераторів, що народилися на території України в її сучасних межах (українські етнічні території за кордоном не враховуються).
Список укладено головним чином за матеріалами Української літературної енциклопедії. Позаяк поки що вийшов лише третій том цієї енциклопедії, який закінчується на прізвищі «Нечуй-Левицький», кількість літераторів у другій половині списку (тобто починаючи з літери Н) значно менша, ніж кількість тих, що передують їм за абеткою. Персоналії навмисно не вікіфікуються (за винятком тих, що вже наявні у Вікіпедії) з метою запобігти надмірній кількості «червоних» посилань. До того ж можна очікувати, що не всі літератори з цього списку значимі й заслуговують на окрему статтю (особливо це стосується певної частини російськомовних письменників радянської доби, хоча, звичайно, далеко не кожного з них).
До списку не ввійшли двомовні літератори, які позначені в згаданій енциклопедії як «російський і український», «український і білоруський» тощо,— навіть якщо обсяг їхньої власне україномовної творчості зникомий: для таких буде створено окремий список «Двомовні та багатомовні українські письменники» (частина персоналій, мабуть, перейде з цього списку до тамтого через зміни, що відбулися протягом останніх двох десятиліть: наприклад, російськомовний Анатолій Крим почав інтенсивно писати українською). Не включено також тих письменників, що хоча й міцно пов'язані з Україною, але народилися за її межами (як-от Костянтин Паустовський, Микола Ушаков чи Олександр Козачинський).
Специфіка вказаної енциклопедії (а також широко використовуваної російської Краткой литературной энциклопедии) передбачає наявність не лише літераторів у стислому значенні слова, але й літературознавців, критиків, філологів. Хоча ці персоналії не зовсім відповідають назві списку, вони теж включені до нього.
Другий стовпчик допомагатиме як при створенні статті про письменника (адже в кожній статті про персоналії подається й ім'я в оригіналі), так і в пошуках в Інтернеті відомостей про певного автора та його творів мовою оригіналу. Назва другого стовпчика умовна: звичайно, есперанто не було рідною мовою Євгена Михальського, а для деяких російськомовних рідною могла бути мова їдиш чи навпаки. Вислів «Ім'я рідною мовою» вжито для стислості, мається на увазі та мова, якою написано більшість творів літератора.
Географічні назви в третьому стовпчику знов-таки переважно невікіфіковані: не тільки з огляду на потенційну надмірну «строкатість», але й через те, що деякі географічні назви (а особливо адміністративно-територіальну приналежність невеликих населених пунктів) треба уточнити, бо деякі відомості взято з досить давніх джерел, а іноді адміністративні зміни відбулися й зовсім нещодавно (див., наприклад, пояснення про місце народження Властиміли Абжолтовської).
У четвертому стовпчику мова подається скорочено, за допомогою шаблону мови посилань. Це зроблено задля економії місця; посилання на вікіпедійну статтю про ту чи іншу мову недоречні з огляду на технічний, допоміжний характер списку: той користувач, що нічого не знає про певну мову, навряд чи зможе написати чи вдосконалити статтю про письменника, який цією мовою писав.
У п'ятому стовпчику перелічуються лише «паперові» джерела, переважно довідкового характеру; докладніше див. примітку.
Інтервікі у шостому стовпчику призначено для допомоги в створенні/перекладі/доповненні статей; також наявність/відсутність інтервікі може слугувати за непряме свідчення щодо популярності літератора в його питомому мовному середовищі.
В сьомому стовпчику, крім формальних біографічних відомостей (роки життя, літературні жанри, іноді — найвизначніші твори), подеколи наведено також подробиці з розряду «цікавинок» (енциклопедичний стиль не завжди витримано, саме щоб привернути увагу та в стислій формі висловити найголовніше).
З огляду на великій обсяг (а також заради зручності) російськомовних письменників виділено до окремого списку. Його структура, а також принципи укладення ті ж самі. Але письменники, що писали ще якою-небудь мовою, крім російської (за винятком, як було зазначено вище, української), наявні в обох списках.
Також існує аналогічний список для греків — древніх, нових і так званих понтійських (румеїв та урумів), проте в нього дещо інші функції (подати якнайповніші відомості навіть про не дуже визначних діячів грецької культури в Україні), а тому найвидатніші постаті (Біон Борисфенський, Психаріс, Костоправ, Шапурма, Кир'яков, Кіор) дублюються також і в нижченаведеному списку. Список кримськотатарських письменників будується на інших засадах: місце народження в ньому не слугує за головний критерій, бо для народжених після 1944 року воно визначалося не власною історією родини письменника, а самим фактом депортації кримських татар.

## А
| Ім'я                                   | Ім'я рідною мовою             | Місце народження                                                                   | Мова            | Джерела                                                     | Додаткова інформація |
| -------------------------------------- | ----------------------------- | ---------------------------------------------------------------------------------- | --------------- | ----------------------------------------------------------- | --- |
| Каєтан Абґарович                       | Kajetan Abgarowicz            | Черніїв, тепер Івано-Франківського району Івано-Франківської області               | (пол.)          | УЛЕ, ЕСУ, PBS                                               | 1856-1909; прозаїк; був свого часу дуже популярним белетристом (зокрема, автором пригодницьких творів); вірменського походження |
| Властиміла Абжолтовська                | Vlastimila Abdank-Abžoltovská | село Вільшанка Житомирської області                                                | (чес.)          | УЛЕ, ЕСУ                                                    | 1904-1995; перекладачка, письменниця, редакторка; волинська чешка |
| Захарія Абрагамович                    | Zecharja Jicchak Abrahamowicz | Гробиська, зараз у складі села Залуква Галицького району Івано-Франківскої області | (караїм.)       | ЕСУ, фах. дж.                                               | 1878-1903; поет |
| Аврам Абчук                            | אברום אבטשוק                  | Луцьк                                                                              | (їдиш)          | ЗПС, ЕСУ, КЕЭ [Архівовано 5 грудня 2017 у Wayback Machine.] | 1897-1937; прозаїк і критик; репресований; по батькові — Пінхусович (але в деяких документах — Петрович) |
| Шмуель Йосеф Агнон                     | שמואל יוסף עגנון              | Бучач, тепер Тернопільської області                                                | (івр.)          | КЕЭ, УЛЕ, ЕСУ, КЛЭ                                          | 1888-1970; лауреат Нобелівської премії |
| Акоб Кафаці                            | Հակոբ Կաֆացի                  | Кафа, тепер Феодосія                                                               | (вірм.)         | фах. дж.                                                    | XVII століття; архімандрит і поет |
| Ізраїль Аксенфельд                     | ישראל אקסענפעלד               | Немирів                                                                            | (їдиш)          | КЕЭ, КЛЭ                                                    | 1787-1866; один з піонерів жанру сатири в єврейській літературі; брав участь у франко-російській війні 1812 року як маркитант російської армії; помер у Парижі; значна частина його спадщини загинула                                    |
| Меїр Альбертон                         | ?                             | Бершадь, тепер Вінницької області                                                  | (їдиш)          | УЛЕ, ЕСУ, КЛЭ, КЕЭ                                          | 1900-1947; прозаїк, який запровадив у єврейську (їдиш) літературу виробничу тематику (роман «Шахти», оповідання про донбаських та уральських робітників тощо); по батькові — Йосипович                                                   |
| Петро Альтман                          | פּײסי אַלטמאַן‏                   | село Івангород, тепер Христинівського району Черкаської області                    | (їдиш)          | УЛЕ, ЕСУ                                                    | 1904-1941; прозаїк і літературознавець (зокрема, автор біографії Тараса Шевченка), вчений секретар Інституту літератури (тепер НАН України); загинув на війні; по батькові — Ізраїльович                                                 |
| Замфір Арборе-Раллі                    | Zamfir Arbore-Ralli           | Чернівці                                                                           | (рум.)          | УЛЕ, ЕСУ, КЛЭ                                               | 1848-1933; революціонер і мемуарист; був на засланні в Сибіру |
| Мойсей Аронський (Мойсей Аронович Зак) | ?                             | Овруч, тепер Житомирської області                                                  | (їдиш)          | УЛЕ, ЕСУ                                                    | 1898-1944; прозаїк, автор повістей і романів про громадянську війну та про «будівництво соціалізму»; загинув у бою |
| Георге Асакі (Асакієвич)               | Gheorghe Asachi               | містечко Герца, тепер Чернівецької області                                         | (рум.)          | УЛЕ, КЛЭ                                                    | 1788-1869; поет і прозаїк; просвітитель: організував перші театральні вистави румунською мовою, видавав газету «Румунська бджола», заснував першу молдовську гімназію, Михайлянську академію в Яссах та музично-драматичну консерваторію |
| Галина Аудерська                       | Halina Auderska               | Одеса                                                                              | (пол.)          | УЛЕ, ЕСУ                                                    | 1904-2000; прозаїкиня, драматургиня |
| Роза Ауслендер                         | Rose Ausländer                | Чернівці                                                                           | (нім.), (англ.) | ЕСУ, VH                                                     | 1901-1988; одна з найвизначніших німецькомовних поетес XX століття; в багатьох її віршах з'являється ностальгічний мотив Буковини як втраченої вітчизни                                                                                  |

## Б
| Ім'я                               | Ім'я рідною мовою                 | Місце народження                                                                  | Мова                    | Джерела                                                | Додаткова інформація |
| ---------------------------------- | --------------------------------- | --------------------------------------------------------------------------------- | ----------------------- | ------------------------------------------------------ | --- |
| Симон Бабіян                       | Սիմոն Բաբիյան                     | Крим                                                                              | (вірм.)                 | фах. дж.                                               | 1878-1950; поет і перекладач |
| Мікулаш Бакош                      | Mikuláš Bakoš                     | Одеса                                                                             | (словац.)               | ЕСУ, фах. дж.                                          | 1914-1972; теоретик літератури: спочатку структураліст, потім марксист гіршого ґатунку і знов структураліст |
| Балла Карой                        | Balla D. Károly                   | Ужгород                                                                           | (угор.)                 | УЛЕ, ЕСУ                                               | 1957; поет; його доробок складається переважно з пейзажної та любовної лірики, але є в нього й вірші про науково-технічні досягнення |
| Рива Балясна                       | ?                                 | Радомишль, тепер Житомирської області                                             | (їдиш)                  | УЛЕ, ЕСУ, ЗПС, КЛЭ                                     | 1910-1980; поетка, також прозаїкиня і авторка нарисів; багато писала про війну та про минуле Києва; неодноразово перекладалася українською; була репресована; по батькові — Наумівна |
| Лев Бараг                          | Леў Рыгоравіч Бараг               | Київ                                                                              | (біл.), (рос.), (башк.) | ЕСУ, ЭЛІМБ, КЛЭ, фах. дж.                              | 1900-1994; білоруський, російський та башкирський фольклорист; літературознавець |
| Лев Барський                       | Lev Barschi                       | село Стара Кульна, тепер Подільського району Одеської області                     | (молд.)                 | КЛЭ                                                    | 1909-1974; прозаїк та драматург; по батькові — Миронович |
| Ґвідо де Батталья                  | Gwido baron de Battaglia          | нібито з Галичини, але не точно                                                   | (пол.)                  | УЛЕ                                                    | ~1846->1913 |
| Рахіль Баумволь                    | רחל בוימוול‎                       | Одеса                                                                             | (їдиш), (рос.)          | КЛЭ, КЕЭ                                               | 1914-2000; поетеса; значну частину її двомовного доробку складають вірші для дітей; також переклала російською роман Башевіса-Зінґера «Раб» |
| Марія Башкирцева                   | Marie Bashkirtseff                | село Гавронці, нині Диканського району Полтавської області                        | (фр.)                   | КЛЭ, фах. дж.                                          | 1858-1884; художниця, скульпторка; уславилася своїм щоденником, який вела французькою мовою з п'ятнадцяти років |
| Август Бельовський                 | August Bielowski                  | село Креховичі, тепер Рожнятівського району Івано-Франківської області            | (пол.)                  | УЛЕ, PSB, [Архівовано 4 січня 2018 у Wayback Machine.] | 1806-1876; поет, перекладач, історик, археограф; член-кореспондент Петербурзької АН; переспівував українські народні думи, переклав «Слово о полку Ігоревім», а також низку українських та сербських народних пісень, твори Шиллера, Ґете; у нарисі «Покуття» подав етнографічні відомості про гуцулів та бойків, змалював історію опришків; видані ним збірки історичних документів містять багато матеріалів про Україну; учасник повстання 1830 року |
| Альфред Бем                        | Альфред Людвигович Бем            | Київ                                                                              | (рос.), (чес.)          | КЛЭ                                                    | 1886-1945; літературознавець; досліджував творчість російських класиків, у тому числі в Чехословаччині, куди емігрував 1919 року; листувався з Мариною Цвєтаєвою |
| Давид Бергельсон                   | דוד בערגעלסאָן                     | село Охрімове, тепер Сарни Монастирищенського району Черкаської області           | (їдиш)                  | КЕЭ, УЛЕ, ЕСУ, КЛЭ                                     | 1884-1952; видатний прозаїк, піонер імпресіоністичного напрямку в літературі на їдиш; розстріляний у день свого народження; по батькові — Рафаїлович |
| Міха Йосеф Бердичевський           | מיכה יוסף ברדיצ'בסקי              | Меджибіж                                                                          | (їдиш), (івр.), (нім.)  | ЕСУ, КЕЭ                                               | 1865-1921; видатний прозаїк, також учений-юдаїст, літературний критик |
| Миколай Бернацький                 | Mikołaj Biernacki                 | якась Циганівка Зеленецька коло Кам'янця-Подільського                             | (пол.)                  | PSB, КЛЭ                                               | 1856-1901; поет — гострий сатирик; за його ущіпливі дотепи його боялися й ненавиділи аристократи |
| Ян Бжоза (Юзеф Воробець)           | Jan Brzoza                        | Львів                                                                             | (пол.)                  | УЛЕ, ЕСУ                                               | 1900-1971; прозаїк, журналіст і перекладач |
| Сергій Биков                       | ?                                 | Малий Янісоль                                                                     | (румейс.)               | ЕСУ [Архівовано 5 червня 2016 у Wayback Machine.]      | 1932-1995; поет |
| Біон Борисфенський                 | Βίων ο Βορυσθενίτης               | Ольвія, тепер біля Миколаєва                                                      | (д.-гр.)                | ИВЛ, КЛЭ, фах. дж.                                     | III століття до нової ери; взагалі кажучи, він не письменник, а філософ та ритор, але надто вже екзотична епоха та колоритна постать |
| Дем'ян Богадіца                    | ?                                 | село Сартана, тепер селище Іллічівського району міста Маріуполя Донецької області | (румейс.)               | фах. дж.                                               | 1850-1906; один з перших румейських поетів; писав переважно пісні (що часто ставали народними), але є в його доробку й поема «Жертва Авраама» |
| Александер Лешек Борковський-Дунін | Aleksander Leszek Borkowski-Dunin | село Городок, тепер Заліщицького району Тернопільської області                    | (пол.)                  | УЛЕ, PSB, КЛЭ                                          | 1811-1896; поет і публіцист, автор так віршованих, як і прозаїчних творів сатиричної спрямованості, а також на історичну тематику; учасник польського повстання 1830—1831 |
| Тадеуш Боровський                  | Tadeusz Borowski                  | Житомир                                                                           | (пол.)                  | УЛЕ, КЛЭ                                               | 1922-1951; поет, прозаїк, публіцист; учасник Руху Опору, в'язень Освенциму — переважно на цьому життєвому матеріалі його твори й базуються |
| Віктор Борота                      | ?                                 | село Старогнатівка Тельманівського району Донецької області                       | (урум.), (рос.)         | ЕСУ, фах. дж.                                          | 1936; урумський поет, прозаїк, а ще й спортивний діяч (тренер із боротьби) |
| Ален Боске                         | Alain Bosquet                     | Одеса                                                                             | (фр.)                   | КЛЭ, фах. дж.                                          | 1919-1998; син Олександра Біска; вивезений в еміграцію, коли йому ще року не було; поет, прозаїк, критик; член Королівської академії французької мови та літератури Бельгії |
| Ельжбета Босняцька                 | Elżbieta Bośniacka                | село Ребедайлівка, тепер Кам'янського району Черкаської області                   | (пол.)                  | УЛЕ, ЕСУ, PSB                                          | 1837-1904; поетка і драматургиня; на українському етнографічному матеріалі написала поему «Запорожець», історичні драми «Княгиня Горислава» та «Дідичка з Острога» (друга версія — під назвою «Гальшка з Острога») |
| Яцек Бохенський                    | Jacek Bocheński                   | Львів                                                                             | (пол.)                  | КЛЭ                                                    | 1926; прозаїк; значна частина його доробку базується на історичному матеріалі; також автор дорожніх нотаток |
| Павло Боцу                         | Pavel Boţu, Павел Боцу            | село Чемачур, тепер Приозерне Кілійського району Одеської області                 | (молд.)                 | УЛЕ, ЕСУ, КЛЭ                                          | 1933-1987; поет-лірик, також потроху: прозаїк, автор творів для дітей, критик, публіцист, перекладач (зокрема, поезій Бориса Олійника) |
| Артур Маріан Бош                   | Arthur Marian Bosch               | Чернівці                                                                          | (нім.)                  | УЛЕ                                                    | 1884-1953; поет і перекладач; пропагував у німецькомовному світі творчість Тараса Шевченка |
| Віталій Бошков                     | ?                                 | село Червоноармійське Болградського району Одеської області                       | (гаг.)                  | ЕСУ, ПОнМТ                                             | 1968; гагаузький поет і філолог; пише також російською, болгарською та французькою; по батькові — Михайлович |
| Тадеуш Бреза                       | Tadeusz Breza                     | маєток Секежиньце, поблизу Острога, тепер Рівненської області                     | (пол.)                  | УЛЕ, КЛЭ                                               | 1905-1970; різнобічний прозаїк |
| Янка Бриль (Іван Антонович Бриль)  | Янка Брыль (Іван Антонавіч Брыль) | Одеса                                                                             | (біл.)                  | ЭЛІМБ, УЛЕ, ЕСУ, КЛЭ                                   | 1917-2006; прозаїк, перекладач, публіцист; 1939 року воював у польському війську, потрапив у німецький полон, згодом — радянський партизан |
| Єжи Брошкевич                      | Jerzy Broszkiewicz                | Львів                                                                             | (пол.)                  | УЛЕ, ЕСУ                                               | 1922-1993 |
| Вінцентій Будзинський              | Wincenty Budzyński                | Волинь                                                                            | (пол.)                  | УЛЕ, PSB                                               | 1815-1866 |
| Єміліан Буков                      | Emilian Radu Bucov, Емилиан Буков | Кілія, тепер Одеської області                                                     | (молд.)                 | УЛЕ, ЕСУ, КЛЭ                                          | 1909-1984; по батькові — Несторович |
| Михайло Булгаков                   | Михаил Булгаков                   | Київ                                                                              | (рос.)                  | УЛЕ, ЕСУ                                               | 1881-1940 |
| Ігор Бунич                         | Игорь Бунич                       | Дніпропетровськ, тепер Дніпро                                                     | (рос.)                  | [Архівовано 31 жовтня 2018 у Wayback Machine.]         | 1937-2000; письменник, публіцист, перекладач, дисидент. Відомий творами у жанрах політичної публіцистики та фольк-хісторі |
| Йосип Бухбіндер                    | ?                                 | місто Черняхів, тепер селище Житомирської області                                 | (їдиш)                  | УЛЕ, ЕСУ, ЗПС                                          | 1908-1993; по батькові — Шмульович |
| Хаїм Нахман Бялик                  | חיים נחמן ביאליק                  | село Ради на Волині                                                               | (івр.), (їдиш)          | УЛЕ, ЕСУ, фах. дж.                                     | 1873-1934; один з основоположників сучасної єврейської поезії мовою іврит |

## В
| Ім'я                           | Ім'я рідною мовою             | Місце народження                                                                       | Мова      | Джерела                                              | Додаткова інформація |
| ------------------------------ | ----------------------------- | -------------------------------------------------------------------------------------- | --------- | ---------------------------------------------------- | --- |
| Ханан Вайнерман                | ?                             | село Лугини, тепер селище Житомирської області                                         | (їдиш)    | УЛЕ, ЕСУ, ЗПС, КЛЭ                                   | 1902-1979; поет; оспівував колгоспне село; був репресований; по батькові — Абрамович                                                                                                 |
| Вардан Кафаці                  | Վարդան Կաֆացի                 | Кафа, тепер Феодосія                                                                   | (вірм.)   | фах. дж.                                             | 1615-1712; поет, автор «Гімну Кафі» та інших віршів; очолював вірменську єпархію Криму                                                                                               |
| Іон Ватаману                   | Ion Vatamanu                  | село Костичани, тепер Новоселицького району Чернівецької області                       | (молд.)   | КЛЭ                                                  | 1937-1993; поет і перекладач; по батькові — Іванович |
| Антоній Вацик                  | Antoni Wacyk                  | десь на Поділлі                                                                        | (пол.)    | фах. дж.                                             | 1905-2000; публіцист, ідеолог ультранаціоналістичної неопоганської групи «Задруга»                                                                                                   |
| Альта Вашова                   | Alta Vášová                   | Севлюш, тепер Виноградів Закарпатської області                                         | (словац.) | фах. дж.                                             | 1939; прозаїкиня, а також сценаристка |
| Абрам Веледницький             | ?                             | Радомишль, тепер Житомирської області                                                  | (їдиш)    | УЛЕ, ЕСУ, ЗПС                                        | 1894-1959; по батькові — Маркович |
| Арон Вергеліс                  | אַהרון װערגעליס                | Любар, тепер Житомирської області                                                      | (їдиш)    | УЛЕ, ЕСУ, КЛЭ                                        | 1918-1999; головний редактор журналу «Совєтіш Геймланд» протягом 1961—1991; по батькові — Алтерович                                                                                  |
| Едвард Виломовський            | Edward Wyłomowski             | Станіслав, тепер Івано-Франківськ                                                      | (пол.)    | УЛЕ, ЕСУ                                             | 1898->1935 |
| Влодзімеж Висоцький            | Włodzimierz Wysocki           | село Романів, тепер Рожищенського району Волинської області                            | (пол.)    | УЛЕ                                                  | 1846-1894 |
| Станіслав Вінценз              | Stanisław Vincenz             | село Слобода-Рунгурська, тепер Слобода Коломийського району Івано-Франківської області | (пол.)    | УЛЕ, ЕСУ                                             | 1888-1971; багато писав про гуцулів; на власні кошти поставив пам'ятник Іванові Франку                                                                                               |
| Юліан Волошиновський           | Julian Wołoszynowski          | село Серби, тепер Ґонтівка Чернівецького району Вінницької області                     | (пол.)    | УЛЕ, ЕСУ                                             | 1898-1977 |
| Мариля Вольська                | Maryla Wolska                 | Львів                                                                                  | (пол.)    | УЛЕ, ЕСУ                                             | 1873-1930; поетка; належала до угруповання «Молода Польща» |
| Вільгельм Вольфсон (Карл Маєн) | Wilhelm Wolfsohn (Karl Maien) | Одеса                                                                                  | (нім.)    | КЛЭ, [Архівовано 29 вересня 2007 у Wayback Machine.] | 1820-1865; поет, драматург, перекладач, літературознавець; викривав кріпосне право в Росії                                                                                           |
| Джуда Леон Вотен               | Judah Leon Waten              | Одеса                                                                                  | (англ.)   | КЛЭ, фах. дж.                                        | 1911-1985; австралійський романіст; мав ліві погляди, навіть був членом комуністичної партії Австралії та часто відвідував СРСР, а проте 1979 року його нагородили Орденом Австралії |

## Г
| Ім'я                                    | Ім'я рідною мовою          | Місце народження                                                                    | Мова      | Джерела       | Додаткова інформація |
| --------------------------------------- | -------------------------- | ----------------------------------------------------------------------------------- | --------- | ------------- | --- |
| Василь Галла                            | ?                          | ?                                                                                   | (румейс.) | фах. дж.      | ? |
| Матвій Гарцман (Мотл Давидович Гарцман) | ?                          | Бердичів                                                                            | (їдиш)    | УЛЕ           | 1909-1943; загинув на війні |
| Самуїл Гельмонд                         | ?                          | село Горошки, тепер селище Володарськ-Волинський Житомирської області               | (їдиш)    | УЛЕ           | 1907-1941; загинув у бою; по батькові — Ізраїльович |
| Мойше Гершензон                         | ?                          | Черняхів, тепер Житомирської області                                                | (їдиш)    | УЛЕ           | 1903-1943; загинув у бою; по батькові — Янкелевич |
| Микола Гоголь                           | Николай Гоголь             | Сорочинці, тепер Полтавська області                                                 | (рос.)    | УЛЕ           | 1809-1852; по батькові — Яно́вський |
| Матвій Голбштейн                        | ?                          | Новоукраїнка, тепер Кіровоградської області                                         | (їдиш)    | УЛЕ           | 1918-?; по батькові — Абрамович |
| Віталій Головач                         | Віталій Цімафеевіч Галавач | Запоріжжя                                                                           | (біл.)    | фах. дж.      | 1929; прозаїк; у дитинстві мешкав у Бобруйську; під час війни його батько загинув у партизанах, а сім'ю заарештували; втік із в'язниці до партизанів; ці події відображено в його повісті «Васько — матроська душа»; до репресованого білоруського письменника Платона Головача стосунку не має |
| Вільгельм Горошовський                  | Wilhelm Horoschowski       | Галичина (докладніше невідомо)                                                      | (нім.)    | УЛЕ           | 1870-1935; австрійський перекладач |
| Давид Гофштейн                          | דוד האָפֿשטיין               | Коростишів, тепер Житомирської області                                              | (їдиш)    | УЛЕ, ЗПС, КЛЭ | 1889-1952; визначний єврейський поет, найкращий перекладач української класики мовою їдиш; розстріляний; по батькові — Наумович |
| Сіміон Гочу                             | ?                          | Молниця Герцаївського району Чернівецької області                                   | (рум.)    | НСПУ          | 1948; поет, пише румунською мовою |
| Сергій Граховський                      | Сяргей Іванавіч Грахоўскі  | село Нобель Зарічненського району Рівненської області                               | (біл.)    | ЭЛІМБ, УЛЕ    | 1913-2002 |
| Айзик Губерман                          | ?                          | містечко Фельштин, тепер село Гвардійське Хмельницького району Хмельницької області | (їдиш)    | УЛЕ, ЗПС      | 1906-1966; по батькові — Шмульович |
| Веніамін Гутянський                     | ?                          | село Глибочок, тепер Котовського району Одеської області                            | (їдиш)    | ЗПС           | 1903-1956 |

## Ґ
| Ім'я                   | Ім'я рідною мовою                      | Місце народження                                                                   | Мова    | Джерела                                             | Додаткова інформація |
| ---------------------- | -------------------------------------- | ---------------------------------------------------------------------------------- | ------- | --------------------------------------------------- | --- |
| Якуб Ґаватович         | Jakub Gawath, або Gawat, або Gawatowic | Львів                                                                              | (пол.)  | УЛЕ, PSB                                            | 1598-1679 |
| Леоне Ґінцбурґ         | Leone Ginzburg                         | Одеса                                                                              | (італ.) | КЛЭ, [Архівовано 21 червня 2009 у Wayback Machine.] | 1909-1944; італійський письменник, антифашист; переклав італійською «Тараса Бульбу» Гоголя; закатований ґестаповцями в Римі                                                                   |
| Казімеж Ґлінський      | Kazimierz Gliński                      | село Василівка, тепер Фастівського району Київської області                        | (пол.)  | УЛЕ, PSB                                            | 1850-1920 |
| Жорж Ґові              | Georges Govy                           | Євпаторія                                                                          | (фр.)   | КЛЭ                                                 | 1910-?; французький прозаїк, лауреат премії Ренодо; за різними джерелами, рік народження вказується також 1909 або 1913                                                                       |
| Шимон Ґольденберґ      | ?                                      | село Купель, тепер Волочиського району Хмельницької області                        | (їдиш)  | УЛЕ                                                 | 1911-1941; поет і прозаїк; загинув на фронті |
| Лев Ґоровіц-Захаров    | Lav (Lev?) Gorovic-Zaharov             | Одеса                                                                              | (серб.) | УЛЕ                                                 | 1903-1975 |
| Маурицій Ґославський   | Maurycy Gosławski                      | містечко Фрампіль, тепер село Косогірка Ярмолинецького району Хмельницької області | (пол.)  | УЛЕ, PSB                                            | 1802-1834; представник «української школи» в польській літературі |
| Северин Ґощинський     | Seweryn Goszczyński                    | село Іллінці, тепер селище Вінницької області                                      | (пол.)  | УЛЕ, PSB                                            | 1801-1876; представник «української школи» в польській літературі |
| Міхал Ґрабовський      | Michał Grabowski                       | село Золотіїв, тепер у складі міста Рівного                                        | (пол.)  | УЛЕ, PSB                                            | 1804-1863; представник «української школи» в польській літературі; приятель Панька Куліша; не плутати з Павлом Грабовським                                                                    |
| Ґріґашші Ева           | Grigássy Éva                           | Берегове, тепер Закарпатської області                                              | (угор.) | УЛЕ,                                                | 1925-2002 |
| Александр Кароль Ґроза | Aleksander Karol Groza                 | село Закриниччя, тепер Оратівського району Вінницької області                      | (пол.)  | УЛЕ, PSB                                            | 1807-1875; представник «української школи» в польській літературі |
| Сильвестр Венжик Ґроза | Sylwester Wężyk Groza                  | Меджибіж, тепер Летичівського району Хмельницької області                          | (пол.)  | УЛЕ, PSB                                            | 1793-1849; представник «української школи» в польській літературі |
| Йона Ґрубер            | Jona Gruber                            | село Бояни, тепер Новоселицького району Чернівецької області                       | (нім.)  | УЛЕ, VH                                             | 1908-1980; німецькомовний письменник та перекладач, який жив і в Австро-Угорщині, і в Румунії, і в Польщі, і в СРСР (помер у Києві); багато перекладав з української; по батькові — Ісаакович |
| Матвій Ґрубіян         | ?                                      | село Соколівка, нині Васильківського району Київської області                      | (їдиш)  | КЛЭ, [Архівовано 14 жовтня 2017 у Wayback Machine.] | 1909-1972; поет-лірик; воював, був репресований |
| Станіслав Ґрудзінський | Stanisław Grudziński                   | село Водяники, тепер Звенигородського району Черкаської області                    | (пол.)  | УЛЕ, PSB                                            | 1852-1884 |

## Д
| Ім'я                                               | Ім'я рідною мовою            | Місце народження                                                         | Мова      | Джерела       | Додаткова інформація |
| -------------------------------------------------- | ---------------------------- | ------------------------------------------------------------------------ | --------- | ------------- | --- |
| Лєксійо Данілкіно (Олексій Данилкін)               | ?                            | Бобринець Кіровоградської області                                        | (ром.)    | фах. дж.      | 1958 |
| Ляля Данілкіно                                     | ?                            | Київська область                                                         | (ром.)    | фах. дж.      | 1972 |
| Григорій Данченко                                  | ?                            | ?                                                                        | (румейс.) | фах. дж.      | ? |
| Петря Дарієнко                                     | ?                            | село Валя-Хоцулуй, тепер Долинське Ананьївського району Одеської області | (молд.)   | УЛЕ           | 1923-1976; по батькові — Степанович |
| Саркіс Даронян                                     | Սարգիս Դարոնյան              | Харків                                                                   | (вірм.)   | КЛЭ           | 1925; літературознавець; російський варіант імені та по батькові — Сергей Карпович                                                                                                 |
| Фелікс Дашинський                                  | Feliks Daszyński             | Збараж, тепер Тернопільської області                                     | (пол.)    | УЛЕ, PSB      | 1864-1890 |
| Гірш Діамант                                       | ?                            | село Великий Луг, тепер Червоноармійського району Житомирської області   | (їдиш)    | УЛЕ           | 1911-1941; поет; загинув у бою |
| Константин Доброджану-Ґеря (Соломон Абрамович Кац) | Constantin Dobrogeanu-Gherea | село Слов'янка, тепер Межівського району Дніпропетровської області       | (рум.)    | УЛЕ           | 1855-1920; більш відомий як політичний діяч, але був також літературним критиком і перекладачем; написав кілька статей про Шевченка, приятелював з Драгомановим, Хв. Вовком та ін. |
| Геворг Додохян                                     | Գեվորգ Դոդոխյան              | Сімферополь                                                              | (вірм.)   | фах. дж.      | 1830-1908; поет і просвітитель |
| Ірма Друкер                                        | אירמע ךרוקער                 | Чорнобиль                                                                | (їдиш)    | УЛЕ, ЗПС, КЛЭ | 1906-1982 |
| Арієль Дюран                                       | Ariel Durant                 | Проскурів, нині Хмельницький                                             | (англ.)   | фах. дж.      | 1898-1981; американська письменниця. Не белетристка, а співавторка багатотомового популярного видання з всесвітньої історії                                                        |

## Е
| Ім'я              | Ім'я рідною мовою   | Місце народження | Мова   | Джерела  | Додаткова інформація                    |
| ----------------- | ------------------- | ---------------- | ------ | -------- | --------------------------------------- |
| Лешек Електорович | Leszek Elektorowicz | Львів            | (пол.) | фах. дж. | 1924; поет, прозаїк, есеїст, перекладач |

## Є
| Ім'я                 | Ім'я рідною мовою    | Місце народження                                   | Мова   | Джерела | Додаткова інформація |
| -------------------- | -------------------- | -------------------------------------------------- | ------ | ------- | -------------------- |
| Александр Єловіцький | Aleksander Jełowicki | село Губник Гайсинського району Вінницької області | (пол.) | PSB     | 1824-1915            |

## Ж
| Ім'я              | Ім'я рідною мовою | Місце народження                                          | Мова   | Джерела | Додаткова інформація              |
| ----------------- | ----------------- | --------------------------------------------------------- | ------ | ------- | --------------------------------- |
| Вацлав Жидліцький | Václav Židlický   | село Купичів, тепер Турійського району Волинської області | (чес.) | УЛЕ     | 1931; походить з волинських чехів |

## З
| Ім'я                                     | Ім'я рідною мовою                                                                                      | Місце народження                                                         | Мова                           | Джерела                                           | Додаткова інформація |
| ---------------------------------------- | --- | ------------------------------------------------------------------------ | ------------------------------ | ------------------------------------------------- | --- |
| Натан Забара                             | נאטאן זאבארא                                                                                           | село Рогачів, тепер Баранівського району Житомирської області            | (їдиш)                         | УЛЕ, ЗПС, КЛЭ                                     | 1908-1975; був репресований; 1967 року відмовився підписати засудження «ізраїльської агресії», що було неабияким виявом громадянської мужності; по батькові — Ілліч  |
| Тимон Заборовський                       | Tymon Zaborowski                                                                                       | село Личківці, тепер Гусятинського району Тернопільської області         | (пол.)                         | УЛЕ                                               | 1799-1828; поет, представник «української школи» в польській літературі                                                                                              |
| Владислав Завадський                     | Władysław Zawadzki                                                                                     | село Гайворонка, тепер Теребовлянського району Тернопільської області    | (пол.)                         | УЛЕ                                               | 1824-1891 |
| Освальд Заградник                        | Osvald Zahradník                                                                                       | селище Великий Бичків Рахівського району Закарпатської області           | (словац.)                      | КЛЭ                                               | 1932; словацький драматург |
| Марія Юлія Залеська                      | Maria Julia Zaleska                                                                                    | Медведівка                                                               | (пол.)                         | Leksykon polskiej literatury fantastycznonaukowej | 1831-1889; польська письменниця-фантастка, авторка дитячої і пригодницької літератури                                                                                |
| Вацлав Міхал Залеський                   | Wacław Michał Zaleski                                                                                  | Олесько, тепер селище Буського району Львівської області                 | (пол.)                         | УЛЕ                                               | 1799-1849; польський фольклорист, славетний «Вацлав з Олеська» |
| Юзеф Богдан Залеський                    | Józef Bohdan Zaleski                                                                                   | село Багатирка, тепер Ставищенського району Київської області            | (пол.)                         | УЛЕ, КЛЭ                                          | 1802-1886; поет, представник «української школи» в польській літературі                                                                                              |
| Ґабрієля Запольська (Корвін-Пйотровська) | Gabriela Zapolska (Maria Gabriela Korwin-Piotrowska, primo voto Śnieżko-Błocka, secundo voto Janowska) | село Підгайці, тепер Луцького району Волинської області                  | (пол.)                         | УЛЕ, КЛЭ                                          | 1857-1921; знана акторка й письменниця; одна з небагатьох у світовій літературі жінок-драматургинь                                                                   |
| Джекі Запорожано                         | ? | табір біля річки Дністер поблизу Могилева-Подільського                   | (ром.)                         | фах. дж.                                          | 1952 |
| Леопольд фон Захер-Мазох                 | Leopold Ritter Sacher-Masoch                                                                           | Львів                                                                    | (нім.)                         | КЛЭ, фах. дж.                                     | 1836-1895; український та австрійський письменник, автор популярних романів і новел                                                                                  |
| Артур Зеліб                              | Artur Seelieb                                                                                          | село Облазниця, тепер Жидачівського району Львівської області            | (пол.), (нім.)                 | УЛЕ                                               | 1878-1958 |
| Тадеуш Зелінський                        | Tadeusz Stefan Zieliński                                                                               | село Скрипчинці, тепер Корсунь-Шевченківського району Черкаської області | (пол.), (нім.), (рос.), (лат.) | УЛЕ                                               | 1859-1944; класичний філолог |
| Шимон Зиморович                          | Szymon Zimorowic                                                                                       | Львів                                                                    | (пол.)                         | УЛЕ                                               | 1608 чи 1609—1629; подарував брату на весілля збірку із 70 любовних віршів, у яких поєднував польські мотиви з українськими та італійськими; вірменського походження |
| Юра Зойфер                               | Jura Soyfer                                                                                            | Харків                                                                   | (нім.)                         | КЛЭ                                               | 1912-1939; австрійський поет, знищений гітлерівцями; автор табірної «Пісні про Дахау»                                                                                |

## Й
| Ім'я | Ім'я рідною мовою | Місце народження | Мова | Джерела | Додаткова інформація |
| ---- | ----------------- | ---------------- | ---- | ------- | -------------------- |

## І
| Ім'я              | Ім'я рідною мовою     | Місце народження                                           | Мова   | Джерела  | Додаткова інформація            |
| ----------------- | --------------------- | ---------------------------------------------------------- | ------ | -------- | ------------------------------- |
| Ярослав Івашкевич | Jarosław Iwaszkiewicz | село Кальник, тепер Іллінецького району Вінницької області | (пол.) | УЛЕ, КЛЭ | 1894-1980; польський письменник |

## Ї
| Ім'я | Ім'я рідною мовою | Місце народження | Мова | Джерела | Додаткова інформація |
| ---- | ----------------- | ---------------- | ---- | ------- | -------------------- |

## К
| Ім'я                     | Ім'я рідною мовою                                | Місце народження                                                                                           | Мова              | Джерела                                            | Додаткова інформація |
| ------------------------ | ------------------------------------------------ | --- | ----------------- | -------------------------------------------------- | --- |
| Ністор Кабак             | Nistor Cabac                                     | село Стара Кульна, тепер Котовського району Одеської області                                               | (молд.)           | УЛЕ, КЛЭ                                           | 1913-1937?; молдавський поет; репресований; по батькові — Петрович |
| Абрам Каган              | ?                                                | Бердичів, тепер Житомирської області                                                                       | (їдиш)            | УЛЕ, ЗПС, КЛЭ                                      | 1900-1965; по батькові — Якович |
| Емануїл Казакевич        | Эммануил Генрихович Казакевич, עמנואל קאַזאַקעװיטש | Кременчук                                                                                                  | (рос.), (їдиш)    | УЛЕ, КЛЭ                                           | 1913-1962; військовий розвідник — на цьому досвіді написана його повість «Зірка», один з найкращих творів про війну; замолоду віршував мовою їдиш                                                                                                   |
| Рудольф Калчик           | Rudolf Kalčik (псевдонім — Josef Šimůnek)        | Берегове, тепер Закарпатської області                                                                      | (чес.)            | фах. дж.                                           | 1923-1980; прозаїк і поет |
| Францішек Карпінський    | Franciszek Karpiński                             | село Голосків, тепер Коломийського району Івано-Франківської області                                       | (пол.)            | УЛЕ, PSB, КЛЭ                                      | 1741-1825; поет, драматург; представник сентименталізму; гайдамаків, звичайно, проклинав, а от що дивно — про Довбуша писав із повагою; Карпінського цінував Міцкевич                                                                               |
| Аврам Кацев              | ?                                                | село Чернин, тепер Таращанського району Київської області                                                  | (їдиш)            | УЛЕ                                                | 1916-1994; по батькові — Львович |
| Зигмунт Качковський      | Zygmunt Józef Erazm Kaczkowski                   | село Кам'янка-Волоська; нині не існує; розташовувалося на території Жовківського району Львівської області | (пол.)            | КЛЭ                                                | 1825-1896; романіст; був повстанцем — став ренеґатом |
| Лев Квітко               | לייב קוויטקאָ                                     | село Голосків, тепер Летичівського району Хмельницької області                                             | (їдиш)            | УЛЕ, КЛЭ                                           | 1890-1952; визначний єврейський поет; репресований |
| Юліан Беліна Кенджицький | Julian Belina Kędrzycki                          | село Ковалівка, тепер Немирівського району Вінницької області                                              | (пол.)            | УЛЕ, PSB                                           | 1827-1889; поет; був засланий до Сибіру; залишив спогади про Тараса Шевченка |
| Йосип Керлер             | יוסף קערלער                                      | Гайсин, тепер Вінницької області                                                                           | (їдиш)            | КЛЭ                                                | 1918-2000; поет, критик; по батькові — Борисович |
| Пиня Киричанський        | ?                                                | Малин, тепер Житомирської області                                                                          | (їдиш)            | УЛЕ                                                | 1921-1986; поет; по батькові — Нухимович; варіант імені — Петро |
| Леонтій Кир'яков         | Леонтий Кирьяковс, Λεόντιος Κυριάκοβ             | село Сартана, тепер селище Приморське Донецької області                                                    | (румейс.)         | УЛЕ, ЛУ-04.IX.2008                                 | 1919-2008; румейський поет, перекладач, фольклорист |
| Йон Кілару               | Ion Chilaru                                      | село Молниця, тепер Глибоцького району Чернівецької області                                                | (молд.)           | УЛЕ                                                | 1937; поет, перекладач (зокрема, перекладав Юрія Федьковича та сучасних українських поетів); по батькові — Йонович |
| Валерій Кіор             | ?                                                | селище Старий Крим Іллічівського району міста Маріуполь Донецької області                                  | (урум.), (рос.)   | фах. дж.                                           | 1951; основоположник урумської літератури; по батькові — Іванович |
| Ісаак Кіпніс             | איציק קיפניס                                     | містечко Словечне, тепер село Овруцького району Житомирської області                                       | (їдиш)            | УЛЕ, ЗПС, КЛЭ                                      | 1894-1974; поет, прозаїк, драматург; перекладав мовою їдиш твори Івана Франка, Тараса Шевченка, Михайла Коцюбинського, Андрія Головка, Остапа Вишні, Петра Панча, Оксани Іваненко та ін.; по батькові — Нохумович                                   |
| Юліуш Клейнер            | Juliusz Kleiner                                  | Львів | (пол.)            | УЛЕ, КЛЭ, PSB                                      | 1886-1957; літературознавець; член Польської академії наук |
| Ригор Кобець             | Рыгор Кобец (Міхаіл Мусіевіч-Сандыга)            | Єлисаветград, тепер Кіровоград                                                                             | (біл.)            | ЭЛІМБ, КЛЭ                                         | 1898-1990; білоруський драматург з надзвичайно складною біографією; по батькові — Якович |
| Францішек Ковальський    | Franciszek Kowalski                              | село Паволоч, тепер Попільнянського району Житомирської області                                            | (пол.)            | УЛЕ, PSB                                           | 1799-1862; поет, прозаїк, повстанець |
| Ковач Вільмош            | Kovács Vilmos                                    | село Гать, тепер Берегівського району Закарпатської області                                                | (угор.)           | УЛЕ, [Архівовано 8 червня 2009 у Wayback Machine.] | 1927-1977; поет, прозаїк |
| Аполло Коженьовський     | Apollo Nałęcz Korzeniowski                       | село Гоноратка, тепер Оратівського району Вінницької області                                               | (пол.)            | УЛЕ, PSB                                           | 1820-1869; комедіограф, поет, повстанець; батько Джозефа Конрада |
| Юзеф Коженьовський       | Józef Korzeniowski                               | село Смільне, тепер у складі міста Броди Львівської області                                                | (пол.)            | УЛЕ, PSB, КЛЭ                                      | 1797-1863; драматург, прозаїк, педагог, етнограф |
| Міха Козимиренко         | ?                                                | Чернігів                                                                                                   | (ром.)            | фах. дж.                                           | 1938-2005; ромський поет, великий вболівальник за ромську культуру; офіційне ім'я — Михайло Григорович |
| Гуґо Коллонтай           | Hugo Kołłątaj                                    | село Дедеркали, тепер Великі Дедеркали Шумського району Тернопільської області                             | (пол.)            | КЛЭ, PSB                                           | 1750-1812; крім того, що державний діяч та єпископ, ще публіцист та сатирик |
| Джозеф Конрад            | Joseph Conrad (Józef Teodor Konrad Korzeniowski) | Бердичів                                                                                                   | (англ.)           | УЛЕ, КЛЭ                                           | 1857-1924; англійський класик. Гордість Бердичева! |
| Галина Корсакене         | Halina Korsakienė (до шлюбу Nastopkaitė)         | село Малютинка Київської губернії, тепер Малютянка Києво-Святошинського району Київської області           | (лит.)            | КЛЭ, фах.дж.                                       | 1910-2003; прозаїкиня, перекладачка, мемуаристка; дружина літературознавця академіка Костаса Корсакаса, бабуся письменниці Юрги Іванаускайте |
| Йон Корчинський          | ?                                                | село Чорна, тепер Окнянського району Одеської області                                                      | (молд.)           | УЛЕ                                                | 1915-1937; перекладав Шевченка; репресований |
| Георгій Костоправ        | Γιωργης Κοστοπραβ, Георгис Костоправ             | село Малоянисоль, тепер Куйбишеве Володарського району Донецької області                                   | (румейс.), (рос.) | УЛЕ, ЛУ-15.III.1984 та 09.II.1989, Радуга № 6'1988 | 1903-1938 (репресований); перший визначний поет з приазовських греків (румеїв); організатор грецького літературного життя в Україні, а також на Кавказі; репресований; по батькові — Антонович                                                      |
| Йосип Котляр             | ?                                                | Бердичів                                                                                                   | (їдиш)            | КЛЭ                                                | 1908-1962; лірик; по батькові — Соломонович |
| Юрій Котляр              | Юрий Фёдорович Котляр                            | Полтава | (рос.)            |                                                    | 1917-2008; письменник-фантаст |
| Зденка Коутенська        | Zdenka Koutenská                                 | Хуст, тепер Закарпатської області                                                                          | (чес.)            | УЛЕ                                                | 1931; чеська перекладачка з української, польської, російської; перекладала Василя Земляка, Юрія Мушкетика, Євгена Гуцала, Володимира Яворівського, Ніни Бічуї; авторка статей про українську літературу                                            |
| Мечислав Кргоун          | Mečislav Krhoun                                  | Теребовля, тепер Тернопільської області                                                                    | (чес.)            | УЛЕ                                                | 1907-1982; перекладач, літературознавець; автор єдиної за межами України монографії про Юрія Федьковича; а ще цікаво, що в його прізвищі наголос на р (за правилами чеської вимови)                                                                 |
| Анджей Кусневич          | Andrzej Kuśniewicz                               | село Ковиничі, тепер Самбірського району Львівської області                                                | (пол.)            | УЛЕ, КЛЭ                                           | 1904-1993; визначний майстер психологічного роману; також поет; відзначався великою любов'ю до України |
| Керовпе Кушнерян         | Քերովբե Քուշներյան                               | Карасубазар, тепер Білогорськ, Крим                                                                        | (вірм.)           | УЛЕ                                                | 1841-1891; вірменський перекладач Тараса Шевченка та Данила Мордовця; вірмено-католицький священник |
| Арон Кушніров            | ?                                                | селище Будаївка, тепер місто Боярка Києво-Святошинського району Київської області                          | (їдиш)            | УЛЕ, КЛЭ, КЕЭ                                      | 1890-1949; визначний, хоча й цілковито радянський поет та відважний військовик (ще в Першу світову мав Георгіївського хреста, а на Другу пішов добровольцем); багато перекладав, зокрема, Тараса Шевченка та Лесю Українку; по батькові — Давидович |
| Юліан Кшижановський      | Julian Krzyżanowski                              | Стоянці (?) біля Львова                                                                                    | (пол.)            | КЛЭ                                                | 1892-76; літературознавець; винайшов так звану «синусоїду Кшижановського», що описує зміну літературних епох; працював до останніх днів |

## Л
| Ім'я                 | Ім'я рідною мовою           | Місце народження                                                                               | Мова             | Джерела                                    | Додаткова інформація |
| -------------------- | --------------------------- | ---------------------------------------------------------------------------------------------- | ---------------- | ------------------------------------------ | --- |
| Едуард Лааман        | Eduard Laaman               | Замрук (нині Берегове Бахчисарайського району)                                                 | (ест.)           | фах. дж.                                   | 1888-1941; естонський журналіст, історик і громадський діяч |
| Хана Левіна          | ?                           | Катеринослав, тепер Дніпропетровськ                                                            | (їдиш)           | УЛЕ, КЛЭ                                   | 1900-1969; першою в єврейській поезії почала писати переважно про жінок; добре відомі її твори для дітей; за деякими відомостями, писала також українською; по батькові — Миронівна |
| Васіле Левіцкі       | Vasile Leviţchi             | село Карпачів, тепер Глибоцького району Чернівецької області                                   | (молд.)          | УЛЕ, , [недоступне посилання з липня 2019] | 1921-1997; поет, перекладач; особливо багато переклав з української |
| Станіслав Лем        | Stanisław Lem               | Львів                                                                                          | (пол.)           | УЛЕ, КЛЭ                                   | 1921-2006; найпомітніший польський фантаст, також автор автобіографічних романів, дія яких відбувається у Львові; надзвичайно глибокий письменник |
| Станіслав Єжи Лєц    | Stanisław Jerzy Lec         | Львів                                                                                          | (пол.)           | КЛЭ, КЕЭ                                   | 1909-1966; поет (переважно сатирик, автор фрашок), особливо уславився як автор афоризмів; за походженням — барон де Туш-Летц, брав участь у лівому політичному та літературному русі передвоєнного Львова, пройшов радянські журналістські курси, потрапив до нацистського концтабору, втік, партизанив у лавах Армії Людової, після війни був польським дипломатом, втік до Ізраїлю й невдовзі повернувся звідти |
| Євгенія Лизунова     | Евгения Васильевна Лизунова | Дніпропетровськ                                                                                | (казах.), (рос.) | УЛЕ, КЛЭ                                   | 1926-1993; літературознавиця; член-кореспондентка Національної академії наук Казахстану |
| Моше Литваков        | ?                           | Черкаси                                                                                        | (їдиш)           | КЛЭ, КЕЭ                                   | 1875-1937; публіцист, літературний критик, більшовицький діяч; репресований; по батькові — Ілліч; в літературі також трапляються такі форми його імені: Моше або Мойсей |
| Іцхок Йоел Лінецький | ?                           | Вінниця                                                                                        | (їдиш)           | КЛЭ                                        | 1839-1915; чудовий сатирик, майстер гротеску |
| Клариса Ліспектор    | Clarice Lispector           | Чечельник                                                                                      | (порт.)          |                                            | 1920-1977; бразильська письменниця-реалістка та фантастка |
| Єжи Літвінюк         | Jerzy Litwiniuk             | Кременець, тепер Тернопільської області                                                        | (пол.)           | УЛЕ                                        | 1923; поет, перекладач з багатьох мов; багато перекладав з української |
| Валерій Лозінський   | Walery Łoziński             | Миколаїв, тепер Львівської області                                                             | (пол.)           | УЛЕ, PSB                                   | 1837-1861; прозаїк; писав про селян Галичини; вплинув на Івана Франка; брат Владислава Лозінського |
| Владислав Лозинський | Władysław Łoziński          | село Опори, тепер Дрогобицького району Львівської області                                      | (пол.)           | УЛЕ, PSB                                   | 1843-1913; прозаїк, історик, мистецтвознавець; дійсний член Академії знань у Кракові; на його працю «Prawem i lewem» посилається Юрій Андрухович у своєму параісторичному оповіданні «Самійло з Немирова, прекрасний розбишака»; брат Валерія Лозінського |
| Юхим Лойцкер         | ?                           | Канів, тепер Черкаської області                                                                | (їдиш)           | УЛЕ, ЗПС, КЕЭ, КЛЭ                         | 1898-1970; літературознавець, критик, лексикограф; був ученим секретарем Кабінету єврейської культури при АН УРСР; 1950—1955 репресований; справжнє ім'я — Хаїм, а по батькові писався то Борисович, то Берович |
| Ноте Лур'є           | ?                           | село розкішне, тепер не існує (територія сучасного Гуляйпільського району Запорізької області) | (їдиш)           | УЛЕ, ЗПС, КЛЭ                              | 1906-1987; прозаїк, автор оповідань, документальних повістей, нарисів; романи про єврейських селян «Степ кличе» (події після визвольних змагань) та «Небо і земля» (Друга світова війна); учасник Другої світової війни; був репресований; офіційне ім'я та по батькові — Натан Михайлович; не плутати з єврейським письменником Ноахом Гершельовичем Лур'є, уродженцем Білорусі                                  |
| Мірча Лютик          | Mircea Lutic                | село Підлісне, тепер Глибоцького району Чернівецької області                                   | (молд.)          | УЛЕ                                        | 1939; поет, перекладач; переклав твори багатьох українських письменників |
| Ян Лям               | Jan Lam                     | Станіславів, тепер Івано-Франківськ                                                            | (пол.)           | УЛЕ, PSB, КЛЭ                              | 1838-1886; сатирик, журналіст, повстанець; писав про Галичину, прихильно ставився до українців (навіть до Богдана Хмельницького) і взагалі до всіх етнічних груп Галичини, крім німців та чехів |

## М
| Ім'я                   | Ім'я рідною мовою                                | Місце народження                                                                                      | Мова              | Джерела                   | Додаткова інформація |
| ---------------------- | ------------------------------------------------ | --- | ----------------- | ------------------------- | --- |
| Іван Мавроді           | Иван Мавроди, Иван Васильевич Мавроди            | село Катаржине, тепер Червонознам'янка Іванівського району Одеської області                           | (болг.), (рос.)   | УЛЕ                       | 1911-1981; прозаїк; учасник Другої світової війни; до війни писав болгарською мовою, після — російською |
| Нахман Майзель         | ?                                                | Київ                                                                                                  | (їдиш)            | КЕЭ                       | 1887-1966; журналіст, літературний критик |
| Антоній Мальчевський   | Antoni Malczewski                                | село Княгинин, тепер Княгинине Дубнівського району Рівненської області (але є й дані, нібито Варшава) | (пол.)            | УЛЕ, PSB, КЛЭ             | 1793-1826; поет, один з основоположників «української школи» в польській літературі; його головний твір — поема «Марія» — започаткувала жанр романтичної епічної поеми |
| Іцик Манґер            | איציק מאנגער                                     | Чернівці                                                                                              | (їдиш)            | КЕЭ                       | 1901-1969; поет, прозаїк, драматург |
| Мані-Лейб              | מאַני לייב                                        | Ніжин                                                                                                 | (їдиш)            | КЕЭ, КЛЭ                  | 1883-1953; поет; його вірші близькі до фольклорних, дуже популярні; повне ім'я — Мані-Лейб Брагинський |
| Альфред Марґул-Шпербер | Alfred Margul-Sperber                            | Сторожинець, тепер Чернівецької області                                                               | (нім.)            | КЛЭ, VH                   | 1898-1967; румунський поет; писав німецькою мовою |
| Олексій Марінат        | Alexei Marinat                                   | село Валя-Хоцулуй, тепер Долинське Ананьївського району Одеської області                              | (молд.)           | КЛЭ                       | 1925; прозаїк та драматург, званий «бесарабським Солженіциним»; по батькові — Романович |
| Перец Маркіш           | פרץ מארקיש                                       | Полонне, тепер Хмельницької області                                                                   | (їдиш)            | УЛЕ, КЕЭ, КЛЭ             | 1895-1952; один з найкращих єврейських поетів, автор поем «Волинь», «Харків», «Зоря над Дніпром», «Війна» та інших, а також численних віршів, зокрема циклу стансів «Танцівниця з ґетто»; також романіст, драматург і автор монографії про Міхоелса; розстріляний; по батькові — Давидович  |
| Дмитро Марков          | Дмитрий Фёдорович Марков, Димитър Тодоров Марков | село Преслав, тепер Запорізької області                                                               | (рос.), (болг.)   | КЛЭ, фах. дж.             | 1913-1990; літературознавець, фахівець із соцреалізму, колишній свинопас із болгарського села, а згодом дійсний член Академії наук СРСР; віршував болгарською мовою |
| Мартирос Кримеці       | Մարտիրոս Ղրիմեցի                                 | Кафа, тепер Феодосія                                                                                  | (вірм.)           | фах. дж.                  | ~1620-1683; один з найвизначніших представників вірменської поезії XVII століття; також церковний високопосадовець: очолював кримську єпархію вірмено-григоріанської церкви, був вірмено-григоріанським патріархом Константинополя (1659—1660) та Єрусалима (1677—1680 та з 1681 до смерті) |
| Антоній Марцінковський | Antoni Marcinkowski                              | село Мостище, тепер у складі селища Гостомель Київської області                                       | (пол.)            | УЛЕ, PSB                  | 1823-1880; критик, прозаїк, фольклорист; багато уваги приділив українському фольклору |
| Хаїм Меламуд           | ?                                                | село Хащувате, тепер Гайворонського району Кіровоградської області                                    | (їдиш), (рос.)    | УЛЕ, КЛЭ                  | 1907-1993; прозаїк, нарисовець; багато писав про Буковину; по батькові — Гершкович |
| Олександр Меєров       | Александр Александрович Мееров                   | Харків                                                                                                | (рос.)            | Фантлаб, Архив фантастики | 1915—1975; письменник-фантаст, учений-ракетобудівник, довготривалий в'язень сталінських таборів. |
| Шимшон Мельцер         | ?                                                | селище Товсте, тепер Заліщицького району Тернопільської області                                       | (івр.)            | КЕЭ                       | 1909-2000; ізраїльський поет |
| Мойсей Мижирицький     | ?                                                | містечко Хабне, тепер мертве селище Поліське, колишній центр Поліського району Київської області      | (їдиш)            | УЛЕ, ЗПС                  | 1901-1951; літературознавець, кандидат філологічних наук; помер в арештантському вагоні на шляху до Колими; по батькові — Юхимович |
| Дмитро Мирський        | князь Дмитрий Петрович Святополк-Мирский         | село Гіївка, тепер у складі Люботина Харківської області                                              | (рос.), (англ.)   | КЛЭ                       | 1890-1939; визначний критик та літературознавець, також трохи поет; член комуністичної партії Великої Британії; репресований, загинув на Колимі |
| Євген Михальський      | Eŭgeno Miĥalski                                  | Летичів, тепер Хмельницької області                                                                   | (еспер.)          | УЛЕ                       | 1897-1937; автор кількох поетичних збірок мовою есперанто та віршованого пригодницького роману «Казанова» (втрачений); репресований саме за те, що був есперантистом |
| Борис Міллер           | ?                                                | містечко, тепер селище Копай Барського району Вінницької області                                      | (їдиш)            | КЛЭ                       | 1913-1988; прозаїк, головний редактор газети «Біробіджанер штерн»; багато писав про життя та працю переселенців до Єврейської автономної області; був репресований |
| Михайло Могилевич      | ?                                                | Чорнобиль, тепер Київської області                                                                    | (їдиш)            | УЛЕ                       | 1920-1986; поет; працював на київському заводі «Керамік»; учасник Другої світової війни; перекладав твори українських поетів на їдиш; по батькові — Ехунович |
| Михайло Мольнар        | Michal Molnár                                    | село Велика Чингава, тепер Боржавське Виноградівського району Закарпатської області                   | (чес.), (словац.) | УЛЕ                       | 1930; чеський і словацький літературознавець, україніст; багато переклав з української мови; по батькові — Ілліч |
| Маурицій Мохнацький    | Maurycy Mochnacki                                | село Боянець Жовківського району Львівської області                                                   | (пол.)            | PSB, КЛЭ                  | 1804-1834; літературний критик та публіцист; повстанець; емігрант |
| Рефік Музафаров        | Refiq Muzafarov                                  | село Біюк-Асс Ак-Шейхського району Кримської АРСР, тепер?                                             | (крим.)           | УЛЕ                       | 1928; фольклорист, доктор філологічних наук, упорядник фундаментальної Кримськотатарської енциклопедії |

## Н
| Ім'я                                     | Ім'я рідною мовою  | Місце народження | Мова           | Джерела  | Додаткова інформація |
| ---------------------------------------- | ------------------ | --- | -------------- | -------- | --- |
| Гермінія Наґлерова                       | Herminia Naglerowa | село Заліски (можливо, те, що зараз у Жидачівському районі Львівської області, хоча польські джерела зазначають, що «коло Бродів») | (пол.)         | фах. дж. | 1890-1957; поетеса, прозаїкиня, публіцистка; навчалася у Львівському університеті; у складі армії Андерса брала участь у Другій світовій війні; з 1946 року на еміґрації |
| Мойше Надір (Іцхак Райз)                 | משה נאַדיר          | село Нараїв, тепер Бережанського району Тернопільської області                                                                     | (їдиш), (івр.) | КЛЭ, КЕЭ | 1885-1943; поет, новеліст, драматург, перекладач, публіцист; користувався популярністю як сатирик; притримувався лівих поглядів, але після пакту Молотова — Ріббентропа зрікся їх та почав викривати сталінізм |
| Єжи Нементовський                        | Jerzy Niementowski | село Сілець, тепер Дрогобицького району Львівської області                                                                         | (пол.)         | УЛЕ, PSB | 1889-1918; прозаїк, перекладач, художник; син Уляни Кравченко |
| Дер Ністер (Пінхос Менделевич Каганович) | דער נסתּר           | Бердичів | (їдиш)         | КЛЭ, КЕЭ | 1884-1950; видатний прозаїк, поет, перекладач (зокрема, з української); поєднавши символістську стилістику з кабалістичними мотивами, створив оригінальні та складні для інтерпретації твори (ці езотеричні мотиви обумовили його псевдонім: «ністер» — «прихований, затаєний» («дер» — лише артикль, тому за абеткою він буде на літеру Н)); використовував традиції хасидських казок; був майстром мови; репресований; |
| Міхай Новіков                            | Mihai Novicov      | Одеса | (рум.)         | КЛЭ      | 1914-1992; румунський критик, теоретик літератури, прозаїк-мемуарист |
| Джозеф Норт (Йосип Сойфер)               | Joseph North       | Миколаїв | (англ.)        | КЛЭ      | 1904-1976; американський публіцист комуністичного напрямку, прозаїк |
| Мойсей Нотович                           | ?                  | Бердичів | (їдиш)         | КЛЭ, КЕЭ | 1912-1968; критик; автор ґрунтовного дослідження про Іцхака Йоеля Линецького, а також праць про інших єврейських письменників; по батькові — Ісакович |
| Ісак Нусінов                             | ?                  | Черняхів, тепер Житомирської області                                                                                               | (рос.), (їдиш) | КЛЭ      | 1889-1950; критик та літературознавець, автор досліджень про Менеделе Мойхер-Сфоріма, Шолом-Алейхема, Переца Маркіша, а також Шекспіра, Діккенса, Пушкіна, Лева Толстого, Чехова, Роллана, Пруста; репресований; по батькові — Маркович |

## О
| Ім'я                           | Ім'я рідною мовою | Місце народження                                                      | Мова            | Джерела       | Додаткова інформація |
| ------------------------------ | ----------------- | --------------------------------------------------------------------- | --------------- | ------------- | --- |
| Ованнес Кафаці                 | Հովհաննես Կաֆացի  | Кафа, тепер Феодосія                                                  | (вірм.)         | фах. дж.      | 1620-ті роки — ?; автор пісень, в тому числі плачу на смерть свого вчителя Хачатура Хаспека Кафаці |
| Нахум Ойслендер                | ?                 | село Ходорків, тепер Попільнянського району Житомирської області      | (їдиш)          | КЕЭ           | 1893-1962; поет, критик, літературознавець; по батькові — Овсійович (в російському варіанті — Наум Евсеевич) |
| Борис Олевський                | ?                 | Черняхів, тепер Житомирської області                                  | (їдиш)          | КЛЭ           | 1908-1941; поет, прозаїк; загинув на фронті; по батькові — Абрамович |
| М. Ольгін (Мойсей Новомиський) | ?                 | Буки Уманського повіту, тепер Маньківського району Черкаської області | (їдиш), (англ.) | КЛЭ, КЕЭ      | 1878-1939; прозаїк, публіцист, перекладач; навчався в Київському та Гайдельберзькому університетах, брав участь у революції 1905 року; згодом емігрував до США, де й проходила його літературно-журналістська діяльність |
| Григорій (Гершл) Орланд        | ?                 | Тетіїв, тепер Київської області                                       | (їдиш)          | КЛЭ, КЕЭ      | 1893-1946; прозаїк романтичного складу; також перекладач (зокрема, переклав «Одруження» Гоголя); по батькові — Маркович;                                                                                                 |
| Яків Орланд                    | יעקב אורלנד       | Київ                                                                  | (івр.)          | КЛЭ           | 1915-2002; один з найвідоміших ізраїльських поетів-піснярів; також перекладач (Шекспір, Байрон, Шеллі, Кітс, По, Вайлд, Шо); лауреат багатьох премій                                                                     |
| Ян Орновський                  | Jan Ornowski      | імовірно, Чернігів                                                    | (пол.)          | PSB, фах. дж. | друга половина XVII — кінець XVIII століть; поет-панегірист |

## П
| Ім'я              | Ім'я рідною мовою     | Місце народження                                               | Мова   | Джерела                                       | Додаткова інформація |
| ----------------- | --------------------- | -------------------------------------------------------------- | ------ | --------------------------------------------- | --- |
| Ярослав Папоушек  | Jaroslav Papoušek     | селище Великий Бичків Рахівського району Закарпатської області | (чес.) | фах. дж.                                      | 1929-1995; дитячий письменник, кіносценарист, а також карикатурист, скульптор і кінорежисер |
| Ян Парандовський  | Jan Parandowski       | Львів                                                          | (пол.) | КЛЭ                                           | 1895-1978; літературознавець, автор славнозвісної «Алхімії слова» |
| Леон Пастернак    | Leon Pasternak        | Львів                                                          | (пол.) | КЛЭ                                           | 1910-1969; дуже відомий польський поет |
| Йосеф Перл        | יוסף פרל              | Тернопіль                                                      | (івр.) | КЕЭ                                           | 1773-1839; перший єврейський сатирик (сатири його спрямовані були переважно проти хасидів, яких він вважав за головну перешкоду на шляху до просвіти) |
| Йоганн Піч        | Johann Pitsch         | Броди, тепер Львівської області                                | (нім.) | VH                                            | 1901-1940; поет; замолоду захворів на хворобу Паркінсона, яка відібрала його в літератури, а згодом і вкоротила життя |
| Григорій Полянкер | הצרשל פּאָליאנקצר       | Умань                                                          | (їдиш) | КЛЭ                                           | 1911-1997; видатний прозаїк; під час Другої світової війни — доброволець; учасник параду Перемоги; був репресований, вижив у таборах і пізніше приклав багато зусиль задля збереження пам'яті про знищених режимом; по батькові — Ісакович |
| Ян Поспішіл       | Jan Pospíšil          | село Глинськ, нині Здолбунівського району Рівненської області  | (чес.) | [Архівовано 29 липня 2020 у Wayback Machine.] | 1921-1994; поет, музикант і фольклорист, оспівував село Глинськ і Волинь |
| Ян Потоцький      | Jan Nepomucen Potocki | село Пиків, тепер Калинівського району Вінницької області      | (фр.)  | PSB, КЛЭ                                      | 1761-1815; знаменитий польський романіст (писав французькою мовою), автор славетного роману «Рукопис, знайдений у Сарагосі», що визначається карколомним сюжетом та надзвичайно складною структурою, частково запозиченою в казках «Тисячі й однієї ночі»; відомий також як археолог і мандрівник (подорожував Африкою, Туреччиною, Сибіром, Монголією); а ще займався окультними практиками й застрелив себе не простою кулею, а освяченим срібним ґудзиком! |
| Янніс Психаріс    | Γιάννης Ψυχάρης       | Одеса                                                          | (гр.)  | КЛЭ                                           | 1854-1929; прозаїк, драматург, трошки поет, а головне — мовознавець, полум'яний та досвідчений оборонець дімотіки; приятель Віктора Гюґо та Шарля Леконт де Ліля, зять Ернеста Ренана |

## Р
| Ім'я                       | Ім'я рідною мовою                   | Місце народження                                                  | Мова           | Джерела  | Додаткова інформація |
| -------------------------- | ----------------------------------- | ----------------------------------------------------------------- | -------------- | -------- | --- |
| Айзік Рабой                | אײַזיק ראַבאָי‎                         | Завалля, тепер Кам'янець-Подільського району Хмельницької області | (їдиш)         | КЛЭ, КЕЭ | 1882-1944; автор романів про єврейських ковбоїв у Дакоті та інші цікаві речі |
| Карл Радек (Собельсон)     | Карл Бернгардович Радек (Собельсон) | Львів                                                             | (рос.)         | фах. дж. | 1885-1939; цей енергійний і безпринципний більшовицький публіцист неодноразово виступав у ролі літературного критика, навіть на першому з'їзді радянських письменників зробив доповідь «Сучасна світова література та завдання пролетарського мистецтва»; писав і про Джойса, і про Ремарка, і про Еренбурґа, і про Шолохова, і про Драйзера, і про Роллана… |
| Миколай Рей                | Mikołaj Rej                         | Журавно, тепер Львівської області                                 | (пол.)         | PSB, КЛЭ | 1505-1569; польський письменник і поет-мораліст, релігійний полеміст епохи Відродження (належав до кальвіністського табору), політик, музикант; вважається батьком польської літературної мови (зачинатель переходу з латини на польську мову) |
| Григорій Ременик           | ?                                   | Монастирище, тепер Черкаської області                             | (їдиш)         | КЕЭ, КЛЭ | 1905; критик і літературознавець; щирий прихильник соціалістичного реалізму, проте єврейську літературу розглядав як єдине ціле, без штучних класових та історичних меж; по батькові — Абрамович |
| Керім Решидов (Джаманакли) | Kerim Camanaqlı                     | село Джаманак (?)                                                 | (крим.)        | КЛЭ      | 1905-1965; літературознавець, фольклорист, перекладач |
| Ліпа Рєзник                | ?                                   | Чорнобиль                                                         | (їдиш)         | КЕЭ, КЛЭ | 1890-1944; поет і драматург, спочатку символістського напрямку, потім радянський, але також перекладав з івриту Єгуду Галеві та інших середньовічних єврейських авторів; по батькові — Борухович |
| Тадеуш Ріттнер             | Tadeusz Rittner                     | Львів                                                             | (пол.), (нім.) | PSB, КЛЭ | 1873-1921; драматург, новеліст та автор сатирико-фантастичного роману |
| Шльома Ройтман             | ?                                   | Могилів-Подільський                                               | (їдиш)         | КЕЭ, КЛЭ | 1913-1985; поет-лірик (але є в нього й епічні твори, як-от поема «Брат»); у часи «боротьби з космополітизмом» втік до Марій-Ел, де викладав у виші; пізніше репатріювався до Ізраїлю (1973), де створив чи не найкращі свої твори; отримав кілька авторитетних премій; по батькові — Юделевич                                                                |
| Мечислав Романовський      | Mieczysław Romanowski               | Жуків, тепер Тлумацького району Івано-Франківської області        | (пол.)         | PSB, КЛЭ | 1834-1863; поет-романтик (також повістяр і драматург); загинув у повстанні 1863 року |
| Йозеф Рот                  | Joseph Roth                         | Броди                                                             | (нім.)         | КЛЭ      | 1894-1939; визначний австрійський прозаїк, автор антимілітаристичних романів з відчутним гротесковим та сатиричним забарвленням; в останні десятиріччя особливу увагу до його творчості виявили деякі представники українського літературного авангарду (наприклад, Юрій Андрухович)                                                                         |

## С
| Ім'я                                          | Ім'я рідною мовою                                     | Місце народження                    | Мова           | Джерела       | Додаткова інформація |
| --------------------------------------------- | ----------------------------------------------------- | ----------------------------------- | -------------- | ------------- | --- |
| Акоп Салахян                                  | Հակոբ Սալախյան                                        | Харків                              | (вірм.)        | КЛЭ           | 1922-1969; критик, літературознавець; серед багатьох його праць — монографія про Гоголя (1952) та книжка про Тараса Шевченка «Озброєний пророк» («Զինված մարգարեն», 1964); по батькові — Ншанович |
| Ніко Сатхкевічо (Микола Георгійович Саткевич) | ?                                                     | поблизу Святошина на околицях Києва | (ром.)         | КЛЭ, фах. дж. | 1917-1991 |
| Зиґмунт Сєраковський                          | Zygmunt Sierakowski                                   | Лісове (Маневицький район)          | (пол.)         | PSB; КЛЭ      | 1826-1863; публіцист, повстанець; страчений у Вільнюсі |
| Симеон Кафаці                                 | Սիմեոն Կաֆացի                                         | Кафа, тепер Феодосія                | (вірм.)        | фах. дж.      | 1620-ті роки — ?; автор пісень |
| Файвель Сіто                                  | פײַװל סיטאָ                                             | Рівне                               | (їдиш)         | КЕЭ, КЛЭ      | 1909-1945; прозаїк; вихованець дитячого будинку — тому багато писав про безпритульних; його стиль відзначався патетичністю та гумором; учасник Другої світової війни; по батькові — Соломонович   |
| Аполлон Скальковський                         | Аполлон Александрович Скальковский, Apollo Skalkowski | Житомир                             | (рос.), (пол.) | фах. дж.      | 1808-1899; історик (досить антиукраїнських поглядів, але опублікував багато цінних історичних джерел), також прозаїк                                                                              |
| Мордехай Спектор                              | מרדכי ספקטור                                          | Умань                               | (рос.), (їдиш) | КЕЭ, КЛЭ      | 1858-1925; прозаїк, журналіст, фольклорист, дитячий письменник; автор роману «Дер юдишер мужик»; по батькові — Якович                                                                             |
| Еля Співак                                    | ?                                                     | Васильків                           | (їдиш)         | КЕЭ, КЛЭ      | 1890-1950; лінгвіст і літературознавець; закатований Берією |
| Леопольд Стафф                                | Leopold Staff                                         | Львів                               | (пол.)         | КЛЭ           | 1878-1957; поет; вважається за одного з найкращих польських ліриків XX століття |
| Юліан Стрийковський                           | Julian Stryjkowski                                    | Стрий                               | (пол.)         | КЛЭ           | 1905-1996; прозаїк, драматург, журналіст; у поглядах еволюціонував від комунізму (був членом КПЗУ) до антикомунізму; автор роману «Великий жах» про сталінську добу                               |

## Т
| Ім'я                    | Ім'я рідною мовою      | Місце народження                                       | Мова   | Джерела  | Додаткова інформація                                                                                          |
| ----------------------- | ---------------------- | ------------------------------------------------------ | ------ | -------- | --- |
| Біньямін Таммуз         | בנימין תמוז            | Харків                                                 | (івр.) | КЕЭ      | 1919-1989; видатний ізраїльський прозаїк                                                                      |
| Владислав Тарновський   | Władysław Tarnowski    | Дрогобицький повіт                                     | (пол.) | фах. дж. | 1836-1878; поет, хоча більш відомий як піаніст і композитор; також перекладач Шекспіра, Шеллі, Гайне, Корнеля |
| Люциян Татомір          | Lucjan Tatomir         | Львів                                                  | (пол.) | фах. дж  | 1836-1901; автор шкільних підручників з історії та географії, а також історичних нарисів                      |
| Йоханан Тверський       | ?                      | Шпиків, тепер Тульчинського району Вінницької області  | (івр.) | КЕЭ      | 1900-1967; прозаїк і публіцист, автор амбітної серії біографічної белетристики, а також новел з життя хасидів |
| Отакар Теер             | Otakar Theer           | Чернівці                                               | (чес.) | фах. дж. | 1880-1917; поет-неокласик                                                                                     |
| Якуб Теодор Трембецький | Jakub Teodor Trembecki | Кисилин, тепер Локачинського району Волинської області | (пол.) | фах. дж. | 1643-1719 або 1720; релігійний поет; за віровизнанням аріянин, потім кальвініст                               |
| Юзеф Третяк             | Józef Tretiak          | село Малі Бискупці (?) на Волині                       | (пол.) | фах. дж. | 1841-1923; історик літератури, член Польської академії мистецтв                                               |

## У
| Ім'я             | Ім'я рідною мовою | Місце народження                                          | Мова   | Джерела | Додаткова інформація                     |
| ---------------- | ----------------- | --------------------------------------------------------- | ------ | ------- | ---------------------------------------- |
| Корнель Уєйський | Kornel Ujejski    | Берем'яни, тепер Бучацького району Тернопільської області | (пол.) | КЛЭ     | 1823-1897; останній поет доби романтизму |

## Ф
| Ім'я               | Ім'я рідною мовою | Місце народження                  | Мова                   | Джерела  | Додаткова інформація |
| ------------------ | ----------------- | --------------------------------- | ---------------------- | -------- | --- |
| Іхил Фалікман      | ?                 | Любар, тепер Житомирської області | (їдиш)                 | КЕЭ, КЛЭ | 1911-1977; прозаїк, журналіст; один з перших поселенців у Біробіджані, учасник Великої Вітчизняної війни, кавалер багатьох орденів; по батькові — Шмулевич                                      |
| Алойзи Фелінський  | Alojzy Feliński   | Луцьк                             | (пол.)                 | PSB, КЛЭ | 1771-1820; поет і драматург; був директором Кременецького ліцею |
| Вільгельм Фельдман | Wilhelm Feldman   | Збараж                            | (пол.)                 | PSB, КЛЭ | 1868-1919; літературний критик, публіцист, історик; також драматург і прозаїк |
| Іцик Фефер         | איציק פעפער       | Шпола, тепер Черкаської області   | (їдиш)                 | КЕЭ, КЛЭ | 1900-1952; поет; розстріляний, попри те, що співпрацював зі своїми катами; по батькові — Соломонович                                                                                            |
| Корнель Філіпович  | Kornel Filipowicz | Тернопіль                         | (пол.)                 | КЛЭ      | 1913-1990; прозаїк, сценарист, поет |
| Езра Фінінберґ     | ?                 | Умань                             | (їдиш), (івр.), (рос.) | КЕЭ, КЛЭ | 1899-1946; поет і драматург; один з класиків єврейської (їдиш) дитячої літературі; перекладав Михайла Коцюбинського; помер від важкого поранення, отриманого на фронті; по батькові — Йосифович |

## Х
| Ім'я               | Ім'я рідною мовою | Місце народження                                   | Мова   | Джерела            | Додаткова інформація |
| ------------------ | ----------------- | -------------------------------------------------- | ------ | ------------------ | --- |
| Дора Хайкіна       | ?                 | Чернігів                                           | (їдиш) | КЛЭ, фах. дж.      | 1913-2006; поетеса; повне ім'я — Дебора Гірш-Калманівна                                                                    |
| Мойсей Хащевацький | ?                 | Буки, нині Маньківського району Черкаської області | (їдиш) | КЛЭ, КЕЭ, фах. дж. | 1897-1943; поет; загинув на фронті; перекладав вірші Тараса Шевченка, а також Руставелі, Байрона, Гайне, Лермонтова та ін. |
| Збігнев Херберт    | Zbigniew Herbert  | Львів                                              | (пол.) | КЛЭ, фах. дж.      | 1924-1998; один з найвизначніших сучасних польських поетів                                                                 |
| Пйотр Хмельовський | Piotr Chmielowski | Завадинці                                          | (пол.) | PSB, КЛЭ           | 1848-1904; літературознавець, критик, історик літератури                                                                   |
| Двойра Хорол       | ?                 | Охрімове, нині Сарни Черкаської області            | (їдиш) | КЛЭ                | 1894-1982; поетеса |

## Ц
| Ім'я                  | Ім'я рідною мовою           | Місце народження                                                                                             | Мова           | Джерела  | Додаткова інформація |
| --------------------- | --------------------------- | --- | -------------- | -------- | --- |
| Антоній Цвойдзінський | Antoni Cwojdziński          | Бережани | (пол.)         | фах. дж. | 1896-1972; фізик, комедіограф, кіносценарист (також театральний актор і режисер) |
| Пауль Целан (Анчель)  | Paul Celan (Antschel/Ancel) | Чернівці | (нім.), (рум.) | VH       | 1920-1970; найвидатніший австрійський авангардовий лірик; замолоду також віршував румунською та перекладав румунською ж твори російської літератури                                                                                           |
| Генрик Цешковський    | Henryk Cieszkowski          | Бортнів на Волині                                                                                            | (пол.)         | PSB      | 1808-1873; поет, прозаїк мемуарист доби романтизму; учасник |
| Ісраель Цинберґ       | ?                           | село Козачок Волинської губернії (імовірно, сучасне село Козачки Лановецького району Тернопільської області) | (рос.), (їдиш) | КЕЭ      | 1873-1939; історик єврейської літератури (автор фундаментальної багатотомової монографії), публіцист; репресований, загинув у Владивостоцькому концтаборі; в російськомовному середовищі був відомий під ім'ям і по батькові Сергій Лазарович |
| Єгуда Лейб Цирельсон  | ?                           | Козелець Чернігівської губернії                                                                              | (їдиш), (рос.) | КЕЭ      | 1859-1942; рабин, громадський діяч, публіцист і релігійний письменник; забитий нацистами |

## Ч
| Ім'я                           | Ім'я рідною мовою      | Місце народження                                                                             | Мова           | Джерела          | Додаткова інформація |
| ------------------------------ | ---------------------- | -------------------------------------------------------------------------------------------- | -------------- | ---------------- | --- |
| Міхал Чайковський (Садик-паша) | Michał Czajkowski      | Гальчин Бердичівського району Житомирської області                                           | (пол.)         | PSB, КЛЭ         | 1804-1886; один з найвизначніших представників української школи в польській літературі; автор поетичної прози, стилізованої під український фольклор (найкращим твором вважається роман «Овручанин», 1841, з життя шляхти в Україні 1812 року); надзвичайні його пригоди у визвольній боротьбі польського народу проти російського поневолення та подальше ренегатство |
| Душа Чара-Розенкранц           | Dusza Czara-Rosenkranz | село Берегомет над Прутом                                                                    | (нім.)         | VH               | 1899-1971; поетеса, сестра буковинського німецькомовного поета Мозеса Розенкранца; була придворною дамою в румунської королеви |
| Болеслав Червенський           | Bolesław Czerwieński   | Львів                                                                                        | (пол.)         | PSB, КЛЭ         | 1851-1888; поет соціалістичного напрямку; також публіцист і драматург; автор (чи радше перекладач) популярної пролетарської пісні «Червоний прапор» |
| Асан Мемет-огли Чергеєв        | Asan Çergeyev          | Аджикеч (теперішня офіційна назва Харитонівка)                                               | (крим.)        | КЛЭ              | 1879-1946; поет; один із засновників кримськотатарської поезії демократичного напрямку (після 1905 року), а також радянської кримськотатарської поезії; був репресований і царатом (як автор антимонархічної поеми), і більшовиками (як кримський татарин) |
| Саул Черніховський             | שאול טשרניחובסקי       | село Михайлівка Таврійської губернії (яка саме з багатьох Михайлівок, ще треба досліджувати) | (івр.)         | КЕЭ, КЛЗ[що це?] | 1873-1943; видатний лірик; критики особливо відзначають його пейзажну лірику; також автор балад на історичні теми, а наприкінці життя — поем, присвячених пам'яті знищених нацистами євреїв; багато перекладав, зокрема «Іліаду», «Одисею», «Слово про Ігорів похід»; за освітою лікар, працював за фахом у Таврійській та Харківській губерніях, під час Першої світової війни — військовим лікарем у шпиталях Мінська та Петрограда, а після алії — в Тель-Авіві                                      |
| Чжу Байлань (Клара Блум)       | 朱白蘭, Klara Blum     | Чернівці                                                                                     | (кит.), (нім.) | VH               | 1904-1971; журналістка, поетеса, романістка, перекладачка; починала з сіоністських статей, потім вступила до соціал-демократичної партії Австрії, писала вірші соціальної спрямованості, в яких, однак, добре віддзеркалювалися рідні, буковинські реалії; перебуваючи в Москві, закохалася в китайського журналіста, який раптово зник (був репресований); 1947 року поїхала розшукувати його до Китаю, де й оселилася назавжди; перекладала з китайської та української (Шевченко, Тичина, Рильський) |
| Бекір Чобан-заде               | Bekir Çoban-zade       | Карасубазар (тепер Білогорськ)                                                               | (крим.)        | КЛЭ, фах. дж.    | 1893-1937; класик кримськотатарської літератури: поет, літературознавець і вчений-тюрколог; репресований |

## Ш
| Ім'я                                      | Ім'я рідною мовою | Місце народження                                               | Мова           | Джерела       | Додаткова інформація |
| ----------------------------------------- | ----------------- | -------------------------------------------------------------- | -------------- | ------------- | --- |
| Аріадна Шаларь                            | Ariadna Şalari    | Білгород-Дністровський                                         | (молд.)        | КЛЭ           | 1923; прозаїкиня; за фахом хімікиня; по батькові — Миколаївна |
| Ошер Шварцман                             | ?                 | село Вільня, нині Коростишівського району Житомирської області | (їдиш)         | КЕЭ, КЛЭ      | 1889-1919; поет; його лірика насичена складною юдейською релігійною символікою, але радянська критика ухитрилася зробити з нього «першого радянського єврейського поета»; учасник Першої світової війни, кавалерист (нагороджений двома георгіївськими хрестами); загинув у радянсько-польській війні, командуючи взводом кінної розвідки в Червоній армії; по батькові — Маркович |
| Ешреф Шем'ї-заде                          | Eşref Şemi-zade   | Кезлев (Євпаторія)                                             | (крим.)        | КЛЭ, фах. дж. | 1908-1978; поет, перекладач, літературний критик |
| Шимон Шимонович або Шимоновіц             | Szymon Szymonowic | Львів                                                          | (пол.), (лат.) | КЛЭ           | 1558-1629; поет; своїми латиномовними творами здобув європейське визнання; в написаних польською ідиліях («Селянках») поєднував наслідування античним зразкам (Феокріт, Вергілій) з національно-побутовими реаліями та народно-розмовною лексикою, таким чином випереджаючи Крістійонаса Донелайтиса, а певною мірою і нашого Івана Котляревського                                 |
| Авраам Шльонський                         | אברהם שלונסקי     | містечко Крюків (зараз у межах Кременчука)                     | (івр.)         | КЕЭ, КЛЭ      | 1900-1973; один з провідних ізраїльських поетів, авангардист; також перекладач (з англійської, французької, російської) |
| Шолом-Алейхем (Шолом Нохумович Рабинович) | שלום-עליכם        | Переяслав                                                      | (їдиш)         | КЕЭ, КЛЭ      | 1859-1916; класик літератури мовою їдиш; між іншим, багато і з великою теплотою писав про Київ та взагалі про Україну |
| Ісаак Шраєр                               | Isaac Schreyer    | Вижниця                                                        | (нім.)         | VH            | 1890-1948; поет і журналіст; також перекладач (німецькою з їдишу та івриту, їдишем з німецької); протеже Стефана Цвайґа |
| Матвій Штурман                            | ?                 | Біла Церква                                                    | (їдиш)         | КЛЭ           | 1908-?; поет (радянський лірик); перекладав на їдиш твори Франка, Рильського, Тичини та ін.; по батькові — Мойсейович |
| Бруно Шульц                               | Bruno Schulz      | Дрогобич                                                       | (пол.)         | КЛЭ, фах. дж. | 1892-1942; прозаїк, перекладач, художник; автор двох циклів оповідань, насичених автобіографічними мотивами і міфологічним підтекстом; переклав «Процес» Франца Кафки й написав до нього післямову; забитий ґестаповцем |

## Щ
| Ім'я               | Ім'я рідною мовою   | Місце народження | Мова    | Джерела  | Додаткова інформація                                                    |
| ------------------ | ------------------- | ---------------- | ------- | -------- | ----------------------------------------------------------------------- |
| Джорджо Щербаненко | Giorgio Scerbanenco | Київ             | (італ.) | фах. дж. | 1911-1969; видатний детективист, якого називали «італійським Сименоном» |

## Ю
| Ім'я | Ім'я рідною мовою | Місце народження | Мова | Джерела | Додаткова інформація |
| ---- | ----------------- | ---------------- | ---- | ------- | -------------------- |

## Я
| Ім'я            | Ім'я рідною мовою  | Місце народження                                                         | Мова   | Джерела | Додаткова інформація |
| --------------- | ------------------ | ------------------------------------------------------------------------ | ------ | ------- | --- |
| Мар'ян Якубець  | Marian Jakóbiec    | село Гиновичі, нині Бережанського району Тернопільської області          | (пол.) | КЛЭ     | 1910-1998; літературознавець, іноземний член НАН України; автор праць з історії української та інших слов'янських літератур                                                                      |
| Мечислав Яструн | Mieczysław Jastrun | якась Королівка біля Тернополя, але невідомо, яка саме та чи існує зараз | (пол.) | КЛЭ     | 1903-1983; поет, перекладач, критик; його лірика позначена філософічними мотивами; перекладав переважно французьких поетів, але деяких інших теж (зокрема українських); брав участь у Русі Опору |

## Виноски
1. ↑  У п'ятому стовпчику перелічуються лише «паперові» джерела, переважно довідкового характеру; Інтернет-посилання вказано у виняткових випадках (бо в мережі знайти не важко, в бібліотеці складніше); також обмежено вказівки на окремі дослідницькі чи популярні праці. Використано такі скорочення:
  - УЛЕ — Українська літературна енциклопедія. Київ, 1988—1995 (три томи, видання не закінчено).
  - КЛЭ — Краткая литературная энциклопедия. Москва, 1962—1978 (дев'ять томів).
  - ЭЛІМБ — Энцыклапедыя літаратуры і мастацтва Беларусі. Мінск, 1984—1987 (п'ять томів).
  - РП — Русские писатели. 1800—1917. Москва, 1990—2008 (п'ять томів, видання не закінчено).
  - РП XVIII — Словарь русских писателей XVIII века. Ленинград; Санкт-Петербург, 1988—1999 (два випуски, видання не закінчено).
  - PSB — Polski słownik biograficzny. Kraków, 1935—2030 (45 томів, кожен в кількох зошитах; видання не закінчено, планується до 2030 року).
  - РБС — Русский биографический словарь. Санкт-Петербург, 1896—1918 (25 ненумерованих томів, які виходили не поспіль за абеткою; видання не закінчено; перевидано у 1992—2003 роках із додаванням раніше неопублікованих підготовчих матеріалів до тих томів, що свого часу не вийшли, наприклад, на літеру М).
  - ЗПС — …З порога смерті… Письменники України — жертви сталінських репресїй. Київ, 1991.
  - ИВЭ — История всемирной литературы. Москва, 1983—1994 (вісім томів, видання завершено, хоча спочатку планувалося дев'ять томів).
  - КЕЭ — Краткая еврейская энциклопедия. Иерусалим, 1976—2005 (11 томів).
  - ПОнМТ — Письменники Одещини на межі тисячоліть. Антологія-довідник. Одеса, 1999.
  - РЗ — Русское зарубежье. Золотая книга эмиграции. Москва, 1997.
  - СПРЗ — Словарь поэтов русского зарубежья. Санкт-Петербург, 1999.
  - ЛУ — Літературна Україна (газета).
  - ЛГ — Литературная газета.
  - VH — Die verlorene Harfe / Загублена арфа. Антологія німецькомовної поезії Буковини. Чернівці, 2008.
  - фах. дж. — фахові літературознавчі джерела (мається на увазі, що освітлення цього письменника в наявній довідковій літературі відсутнє або незадовільне й треба розшукувати відомості про нього по різних джерелах).

Як джерела не вказуються такі фундаментальні видання, як Encyclopædia Britannica, Українська радянська енциклопедія, Энциклопедический словарь Брокгауза и Ефрона, три видання Большой советской энциклопедии, а також Енциклопедія українознавства, бо зі звернення до цих джерел повинна починатися праця над будь-якою новою статтею, в якій ідеться не про найновіші явища/події/персоналі,— принаймні це справедливо щодо статей з гуманітарної тематики (звичайно, обов'язково треба робити поправку на заідеологізованість деяких видань). Також у п'ятому стовпчику немає посилань на такі безпосередньо дотичні до даної тематики джерела, як Шевченківський словник та популярна збірка біографій В. Абліцова «Галактика „Україна“», бо всі чи майже всі матеріали з них уже перенесено до Вікіпедії.
2. ↑  В літературі зустрічається і варіант «Арборе-Раллі» (наприклад, в УЛЕ), і варіант «Раллі-Арборе» (наприклад, в КЛЭ).
3. ↑  У КЛЭ місце його народження вказано неправильно.
4. ↑  Переважно щоденники.
5. ↑  Спектор Мордехай. Вікіпедія (укр.). 14 квітня 2023. Процитовано 14 квітня 2023.